# Dallıca
Dallıca (kurd. Oxas oder Xogas) ist ein Dorf im Landkreis Kiğı der türkischen Provinz Bingöl. Der ursprüngliche Name lautet Hoğas (kurd. Oxas oder Xogas). Dallıca war früher von Armeniern besiedelt. Im Dorf befindet sich ein alter armenischer Friedhof. Im Jahre 2009 lebten in Dallıca 50 Menschen. Das Dorf verfügt über eine Trinkwasserversorgung, jedoch nicht über eine Kanalisation. Die Dorfschule und die Gesundheitsstation (türk. sağlık ocağı) werden nicht genutzt.
Der kurdische Name ist in der Form Hoğaz im Grundbuch verzeichnet.